# فرزندان سایه
فرزندان سایه نام کتابی از گارث نیکس است.

## داستان
مکان، خرابه‌های شهر نیویورک. زمان نامعلوم. حادثه‌ای عظیم امپراتوری انسان‌ها را از میان می‌برد و زمین در وضعیتی نامعلوم است. پسری چهارده ساله به نام چشم‌طلایی در خرابه‌های این شهر عظیم برای زنده ماندن تلاش می‌کند.
به زودی او با گروهی از نوجوانان روبرو می‌شود که توسط شخصی مشکوک به نام «سایه» رهبری می‌شوند و در صدد برانداختن ارباب‌ها و بازسازی انسانیت هستند.
چشم طلایی با آن‌ها همراه می‌شود تا راز ترسناک ارباب‌ها را کشف کند.